# Lucanus elaphus
Lucanus elaphus es una especie de coleóptero de la familia Lucanidae. Mide de 30 a 60 mm. Los machos miden de 45 a 60 mm, incluyendo las mandíbulas. Las larvas se alimentan de madera en descomposición; llevan un año o más para madurar. Los adultos se alimentan de fruta semipodrida, melaza de áfidos o jugos de plantas.

## Distribución y hábitat
Habita en América del Norte. Viven en bosques caducos.

## Galería

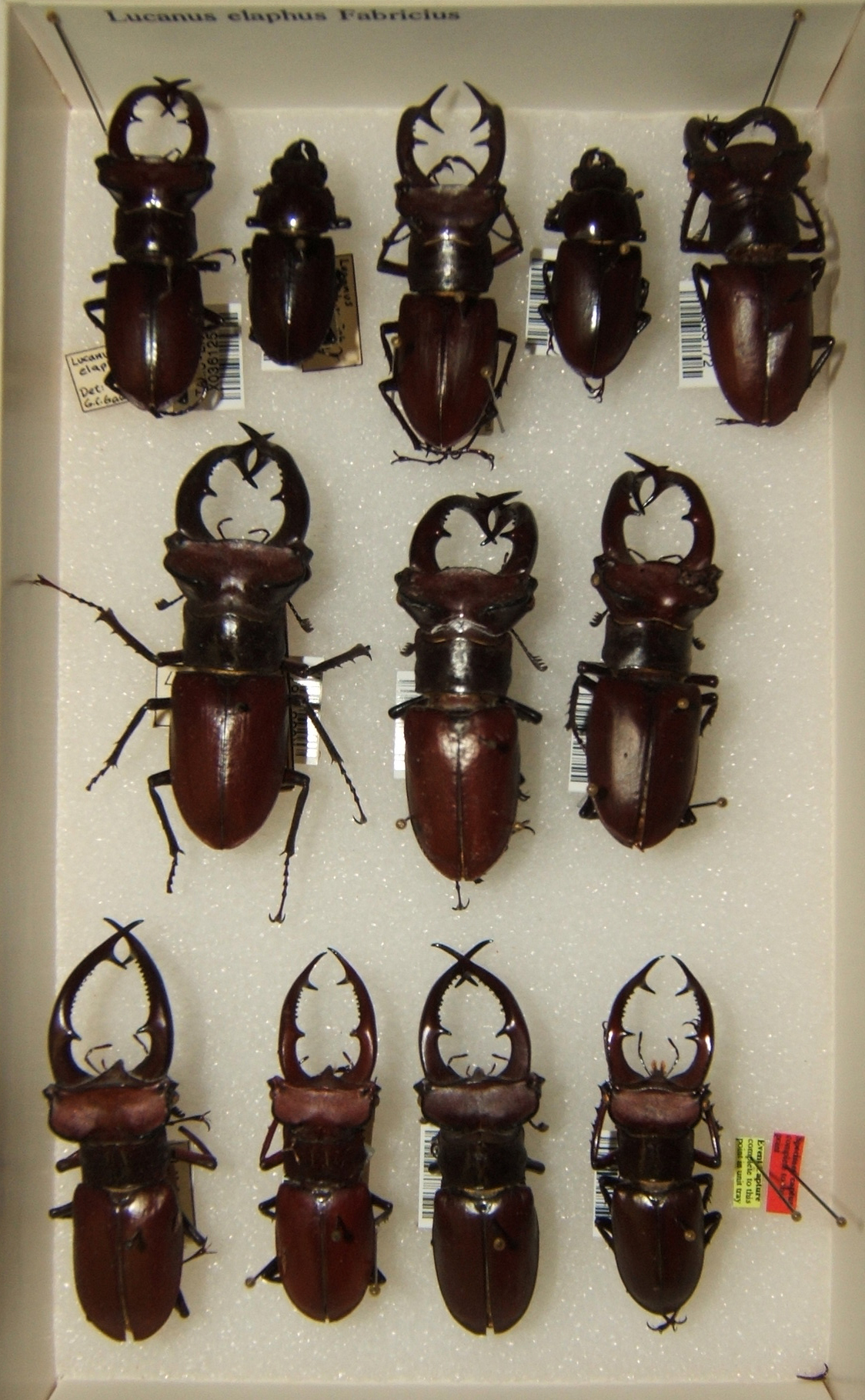
Diferencias en tamaño (machos y dos hembras)
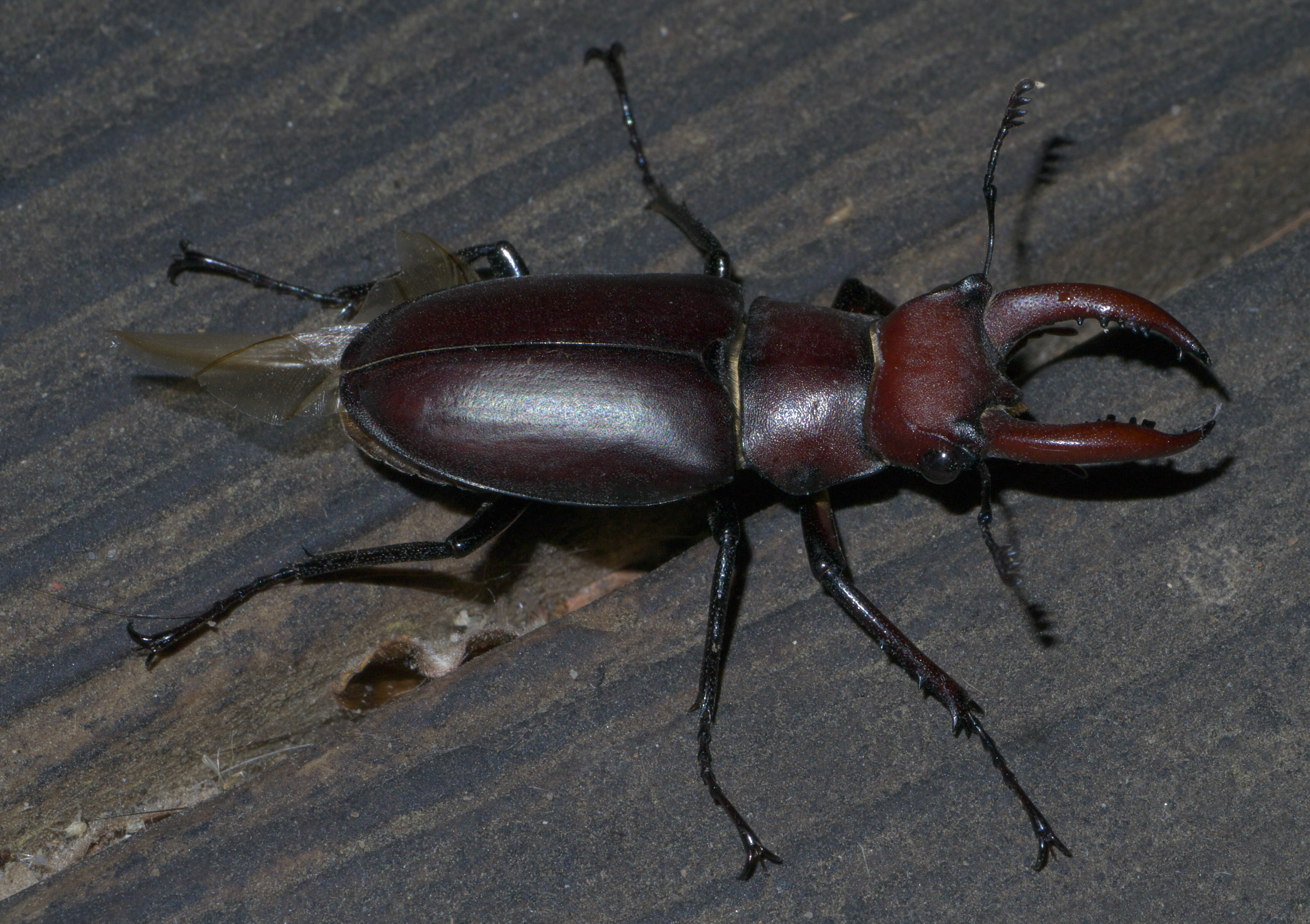
Macho adulto
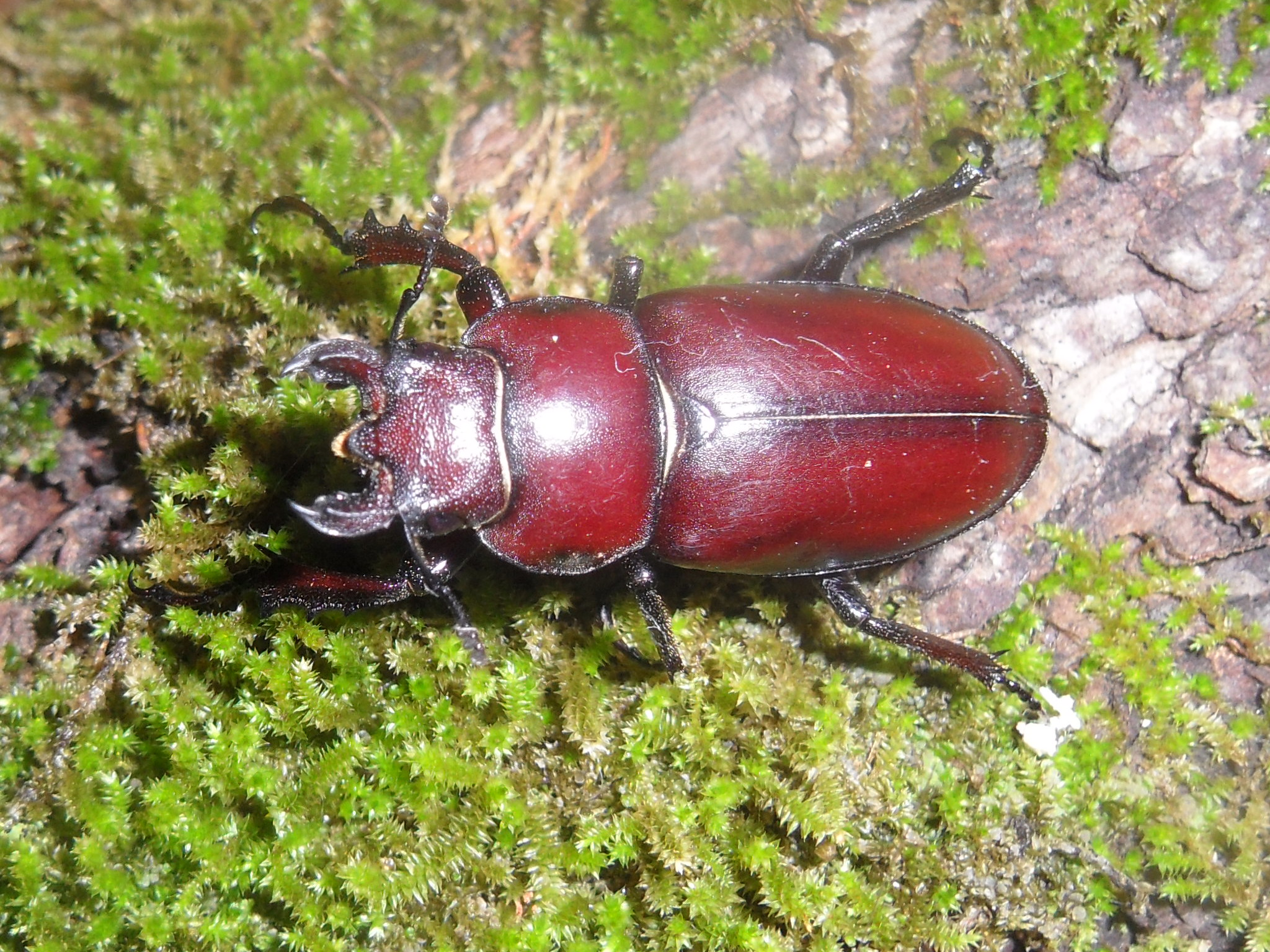
Hembra adulta, 29 milímetros de largo
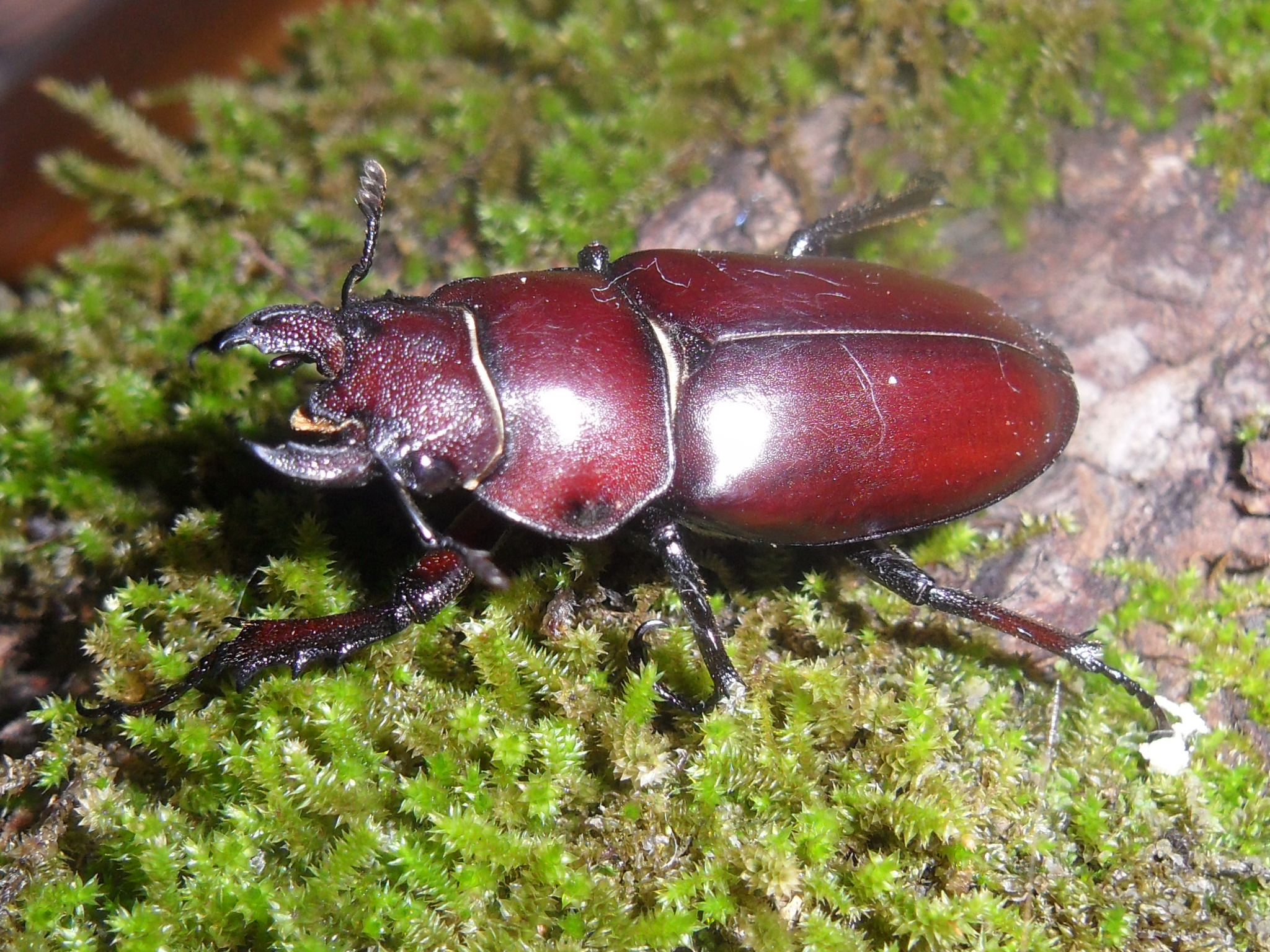
Hembra adulta, 29 milímetros de largo
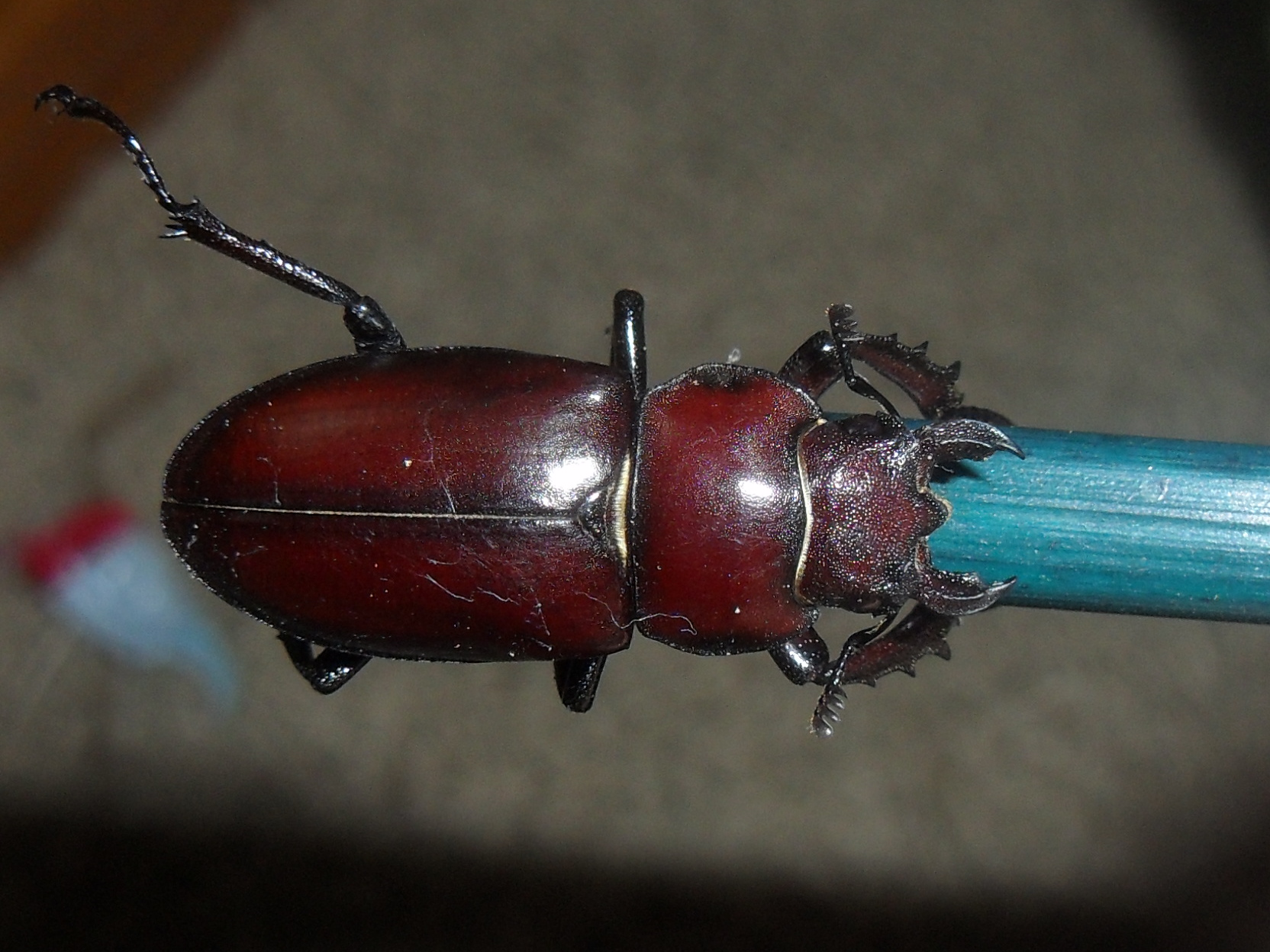
Hembra adulta  Lucanus elaphus , 29 milímetros de largo
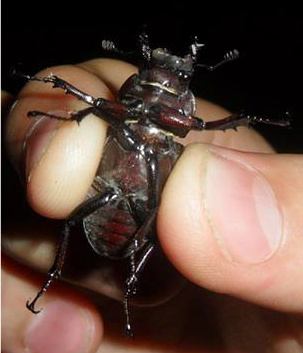
Parte inferior de la hembra adulta.
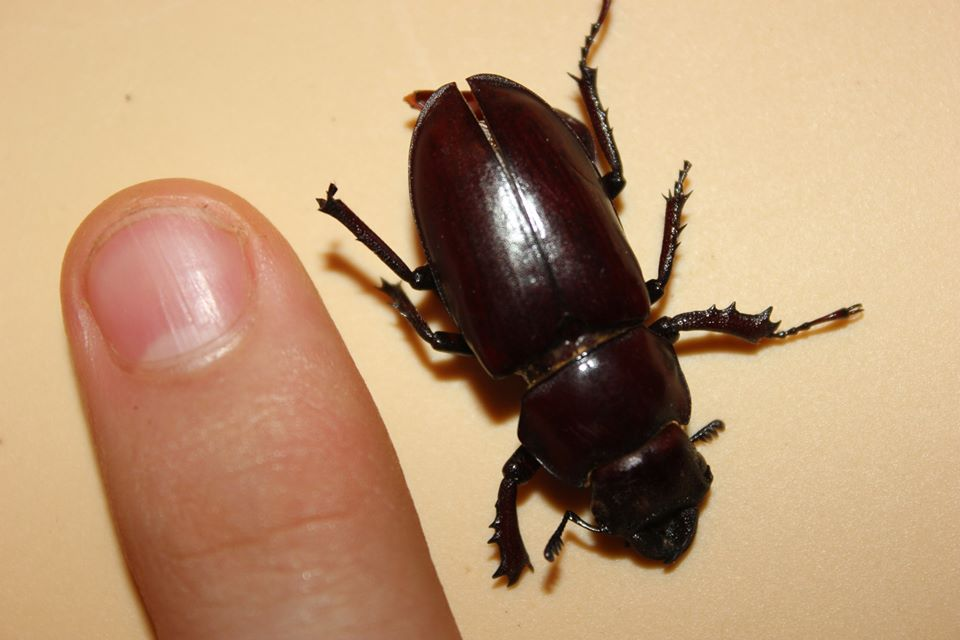
Hembra adulta encontrada muerta alrededor de la puerta de la piscina en Wake Forest, Carolina del Norte.